# 建阳区
建阳区是中华人民共和国福建省南平市的一个市辖区，南平市人民政府驻地。别称大潭、潭阳、潭城，位于武夷山脉南麓，地处闽北中心，其中本地户籍人口34.52万人，建城于公元205年，迄今1800多年，是福建省最早的县邑之一，受闽越文化影响深厚，在闽北地区占据重要地位、历史上建盏工艺、印刷业和理学教育高度发达，在国内闻名遐迩，有南闽阙里之称。區人民政府駐潭城街道人民路26号。

## 历史

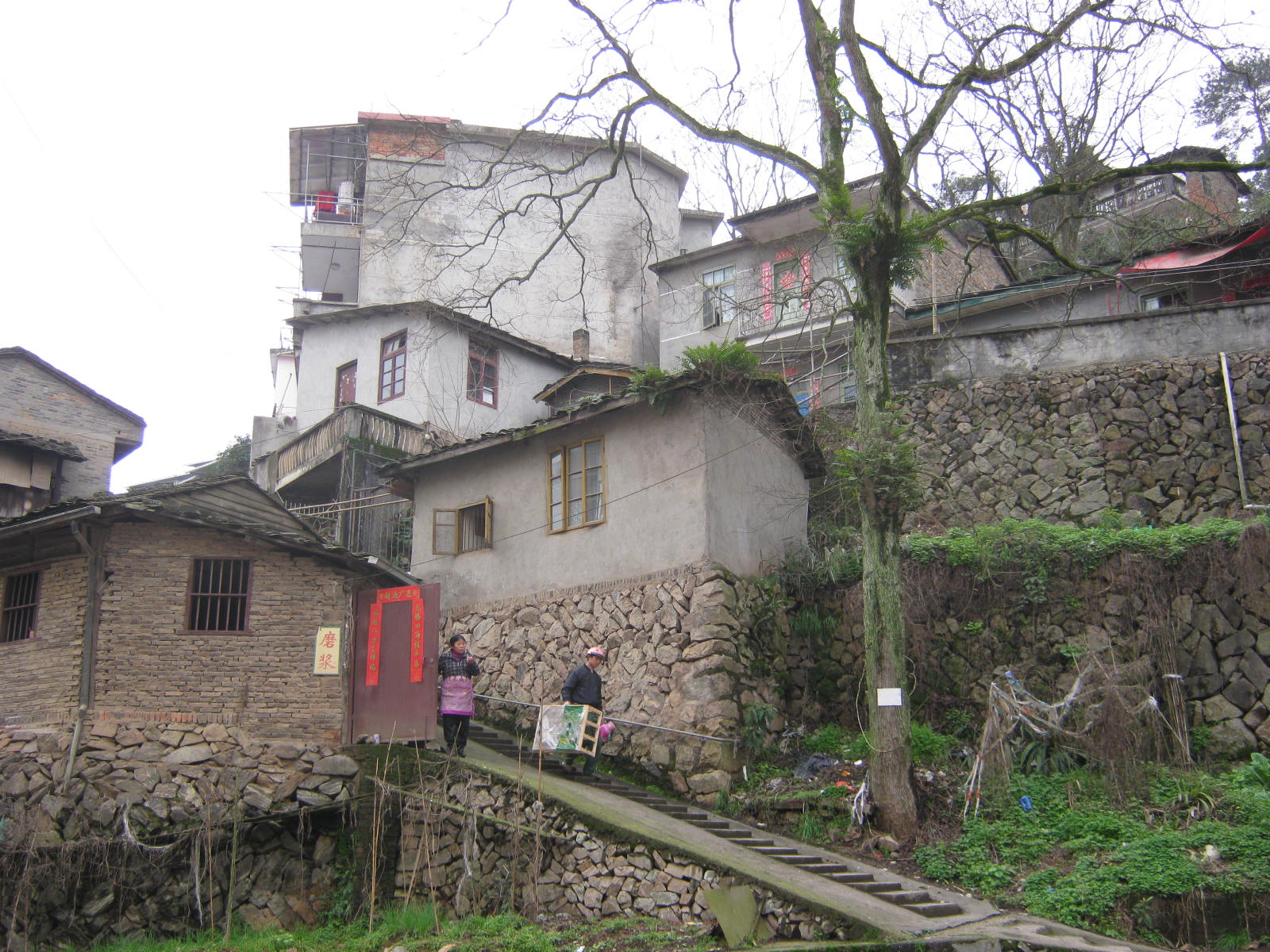
潭山公园侧的老建筑。

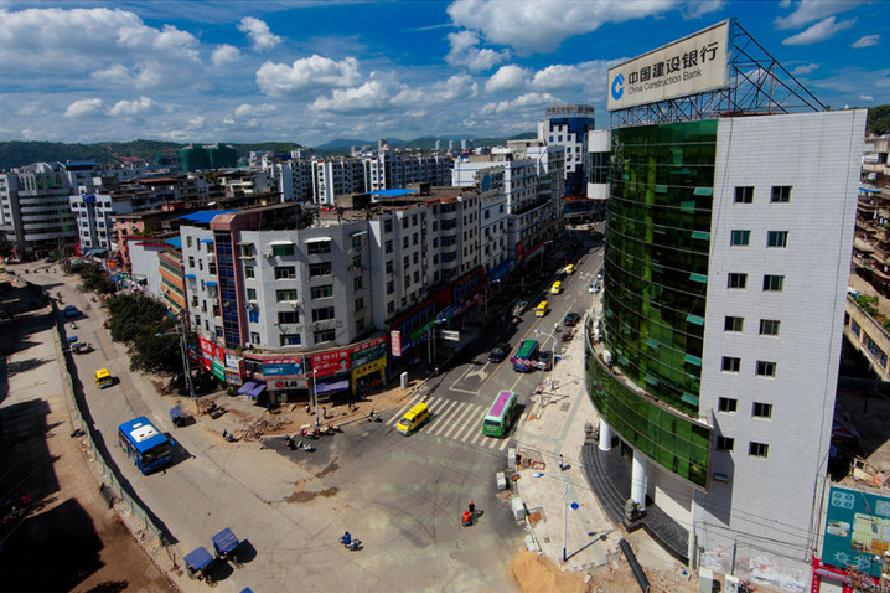
建阳建设银行大楼，下方的两条道路分别是民主南路和人民路。

### 汉朝
西汉初期，閩越王无诸筑大潭城。元鼎六年（公元前111年），餘善自立为武帝，与西汉朝廷分庭抗礼，汉武帝遂发兵灭东越。随后当地百姓自立冶县。为了这一次战争而开辟的官道，为后来建阳县的发展做了很大的推动作用。东汉建安八年（203年），贺齐进兵建安，十年（205年），转讨上饶，分上饶地及建安之桐乡置建平县；贺齐为削弱建安县地方势力，将桐乡划入建平县。建平县地域包括上饶部分地（即今铅山县）、建安县桐乡和现在武夷山市。建平立县后，属会稽南部都尉（治今福州）。建安十二年到二十五年间（207～220年），分会稽南部都尉为建安郡，建平县改属建安郡。
三国吴永安三年（260年），邵武立县，铅山招善、鹅湖二乡划属邵武，而旌孝等乡仍属建平。

### 三國兩晉南北朝时期
魏晋隋唐五代时期，大量中原氏族南迁，如原唐河西节度使翁郜和少府监开国公刘翱等人，为建阳经济社会发展做出了很大贡献。
行政区划方面，西晋太康元年（280年）分建安郡为建安、晋安二郡。同时，因建平县与荆州建平郡同名而改建平县为建阳县。
南朝建阳属建安郡。劉宋，建安郡属江州（治今江西九江），齐属江州，梁属东扬州，陈初属闽州（治今福州），后属丰州（治今江西抚州）。

### 隋唐、五代十國时期
隋开皇九年（589年）废建安郡为县，建阳并入建安县，属泉州（治今福州）。唐武德二年（619年），改建安郡为建州；四年复置建阳县，建阳县属建州。八年，建州属泉州都督府，建阳县并入建安县。唐垂拱四年（688年），复置建阳县。唐末，旌孝等乡划入弋阳县设铅山场（铅山场于南唐保大十一年升为县）。
五代后梁、后唐，建阳皆属建州。后晋天福六年（941年），闽王以建州为镇安军（后改镇武军），建阳县属镇安军（后属镇武军）。南唐保大四年（946年），建阳县属永安军（治今建瓯，不久改忠义军）。

### 宋元时期
宋代建阳教育、印刷业等方面发展迅速，成为闽北工商业中心。在这一期间，朱熹提出理学思想，朱熹在建阳等地讲学，并设立了寒泉精舍、考亭书院等书院，建阳教育高度发达乃至全国闻名，建阳亦自此被称为“南闽阙里”。但教育却仅仅局限于上流社会，成为一大遗憾。印刷业方面，宋以来建阳书坊、麻沙等地一直是重要的印刷集中地。到明代，建阳的印刷业仍持续发展。同时，宋代建窑开始出产黑瓷，被称为“建盏”（亦称天目瓷）成为宋代八大名瓷之一，驰名中外。在这一时期，法医学家宋慈、理学家蔡元定和印刷业代表熊禾成为建阳经济文化的代表性人物。
行政区划方面，北宋端拱元年（988年），建州改为建宁军，建阳县属建宁军。淳化五年（994年），建阳县西北乡的崇安场升为县；南宋绍兴二十二年（1152年），建宁军升为建宁府，建阳县属建宁府。景定元年（1260年），建阳县之唐石里（今黄坑镇）产嘉禾，更名嘉禾县。
元期间建阳教育等方面凋敝衰落。至元十五年（1278年），改建宁府为建宁路，嘉禾县属建宁路。至元十九年（1279年），元军在建阳大开杀戒，建阳县县衙和县儒学被焚毁，建阳理学教育受到重大打击。至元二十六年（1289年），嘉禾县复名建阳县。

### 明清时期
明代建阳教育等方面有所复苏。教育方面，尽管重新设立县学，但师资力量薄弱。洪武元年（1368年），建宁路复称建宁府，建阳县属建宁府。明朝末期，民变蔓延至建阳，建阳再度成为军事要塞，各方面开始又走向衰落。
清代建阳县属延建邵道建宁府。康熙十三年（1674年），耿精忠在福建起兵造反，纵容士兵在建阳县城烧杀抢，建阳县城一半遭到焚毁，经济再度受到重大打击。直到雍正时期才恢复元气。教育方面，康熙五十五年（1716年），县城设景贤书院。光绪三十二年（1906年），景贤书院改制为建阳第一高等小学堂（今实验小学）。

### 中华民国大陆时期
中华民国大陆时期，建阳始终处在动荡不安的环境下，经济难以发展。
辛亥革命后，在相当长的时间内，还沿用县公署这一名称。民国十五年（1926年）北伐军兴，废除县公署，暂设建阳县行政委员会。民国17年奉福建省政府命令，改称县政府。设置县长、科长、科员；县辖行政机构设区长、乡长、村长等。1933年，中国共产党曾在在建阳成立短暂的苏维埃政府，与中华民国建阳县政府并存。中国共产党福建省委员会也曾经短暂设立于建阳太阳山革命根据地。
抗日战争期间，大量难民涌入建阳，导致人口迅速增长。1941年，国立暨南大学迁入建阳，在考亭书院旧址办学。1942年4月，国军第三战区司令长官部及其下属机构部队转进建阳。日军因此数次轰炸建阳县城，对建阳城市建设造成重大影响，亦有多人死伤。这一时期，由于大量机构人员撤离至建阳，使得建阳经济社会得到巨大发展。1946年抗战胜利后，暨南大学撤离建阳。
第二次国共内战时期，由于物价飞涨，建阳经济亦受到严重打击。
教育方面，民国初年，建阳第一高等小学堂亦更名为景贤小学。1940年，建阳县政府迫于压力，设立建阳中学（今建阳一中）。1941年，建阳设立省立建阳师范学校（包括下属的省立建阳师范学校附属小学），极大地有利于建阳教育的发展。
行政区划方面，民国元年（1912年）废府。民国二年，改延建邵道为北路道，建阳县属北路道。民国3年改北路道为建安道，建阳县属建安道。民国14年废道。民国22年，十九路军在闽起事，在福建成立中华共和国人民革命政府，建阳县属延建省。民国23年，福建省政府设置行政督察专员公署，建阳县属第十行政督察区(驻地在浦城)。民国24年，建阳县改属第三行政督察区，民国27年专员公署由浦城迁至建阳。县名沿袭清朝。

### 中华人民共和国时期
1949年5月，中国共产党进驻建阳，推翻中华民国建阳县政府，成立建阳县人民民主政府，旋即改称建阳县人民政府。1954年召开建阳县第一届各界人民代表会议，开始行使职权。次年成立政协建阳县委员会。1949年8月24日，成立福建省人民政府，建阳属于福建省第一行政督察专员公署(治所建瓯)。1950年9月专署迁建阳，建阳县属建阳行政督察专员公署。1956年6月建阳专署撤销，成立南平专署，建阳县属南平行政督察专员公署。水吉撤销县制，将所属一区（治所水吉）、五区（治所郑墩）、六区（治所漳墩）三个区及二区的下墘、黄地、岭头、陈地、仑尾等5个乡，三区的回龙、垅下、浒洲、马岚、澄溪与南头等6个乡，四区的小湖、贵源、大湖、马坑、东鲁与鸿庇等6个乡划与建阳，置回龙区、郑墩区、小湖区及水吉镇。
1967年，文化大革命进入高潮，建阳经济社会发展停滞。5月，建阳地区两派红卫兵的唇枪舌战演变为大规模游行示威。6月14日，爆发大规模武斗，甚至动用重武器，造成数十人死伤。随后，解放军部队进驻建阳平息暴乱。1968年5月设南平地区革命委员会，建阳县属南平地区革命委员会。1971年7月南平地革会迁建阳，建阳县属建阳地区革命委员会。但在这一时期，由于中华人民共和国实行“三线建设”，使得地处山区的建阳县获得了大量资金、技术和人才，对建阳工业发展具有重要影响。
1978年，中国开始改革开放，建阳县经济亦得到发展。建阳地区革命委员会改称建阳地区行政公署，建阳县属建阳地区行政公署。1989年1月行政公署迁南平，建阳县属南平地区行政公署。1994年3月4日建阳撤县设市，由南平市代管。
2013年8月，国务院正式批准设立南平市武夷新区。并以将口镇为核心，辅之以建阳市区和武夷山风景名胜区，逐步成为闽北的中心城市，并大力发展旅游交通、市政工程和基础设施建设等方面
。2014年5月，国务院批复撤销建阳市。2015年3月18日，正式设立南平市建阳区，南平市政府由延平区迁至建阳区。南平市政府已于2020年1月正式入驻。建阳县域经济开始向旅游经济转型。

## 地理

### 地形
建阳区地处武夷山脉之东南麓及其支脉所环抱的闽北大盆地的中部，东邻政和、松溪，南接建瓯、顺昌，西连邵武、光泽，北界武夷山、浦城。全区总面积3387.1平方千米。辖区东西长112.5千米，南北宽69千米，总面积3383平方千米。
全境地貌复杂，西部、西北部和西南部均有晚第三纪新构造运动形成的杉岭山脉及其支脉。东部山地以强烈侵蚀的中低山为主，牛章掘-泉水岭山脉为南浦溪与松溪的分水岭。中部从崇雒的后畲到童游的徐墩一带大部分为丘陵地区。此处褚岭岗-五峰岗山脉为崇阳溪与南浦溪的分水岭。溪流两侧多为河谷地。境内断裂构造十分明显，并伴随着断裂块的差异升降活动。地形坡度大，两侧沟谷发育。河谷形态呈现一系列峡谷、陡坡和盆地相间的现象。
境内主干山脉的山脊线多呈北东～南西走向，支脉呈北、北北西～南、南南东走向。西部及西北部边境盘踞千米以上的山峰，最高峰是猪母岗中的背岗，位于黄坑乡与光泽县茶富乡的边界上，海拔1858.9米。最低处为南部辰前电站，海拔124.88米。境内比较著名的山岭有白塔山、庵山等。

### 水系

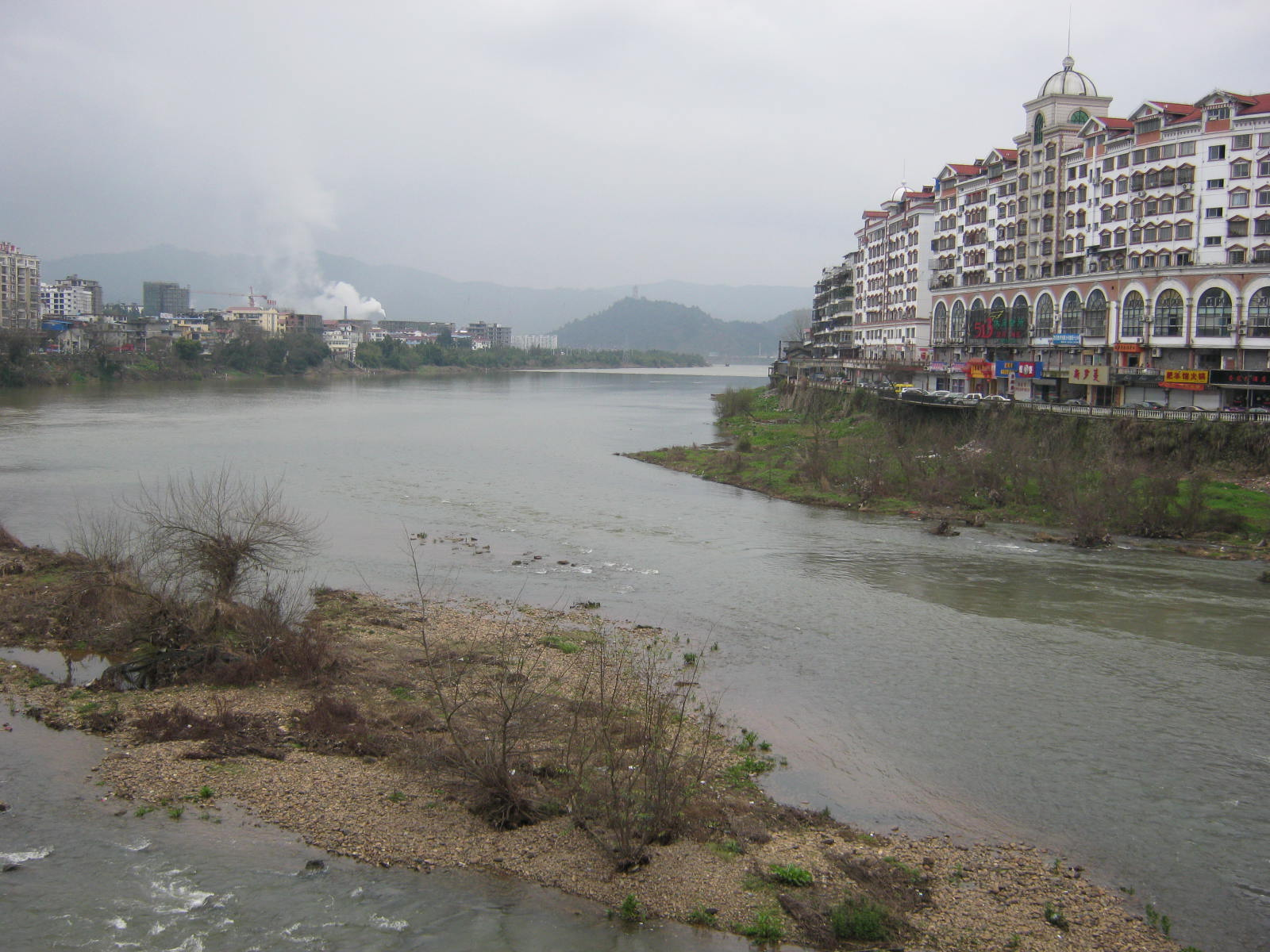
麻阳溪在这里汇入崇阳溪

建阳水资源丰富，全境主要河流有崇阳溪、南浦溪、麻阳溪、黄坑溪、七宝溪、书莒溪、下乾溪、漳溪、杭头溪、徐宸溪、后崇溪、新历溪、江坊溪、茶马溪、仁山溪。其中，崇阳溪、麻阳溪交合于城区，南浦溪自北而南贯穿境内，将城区分为水东、水南、中心城区三部分。丰富的水系和陡峭的地形使得夏季易诱发山洪泥石流灾害。境内无面积较大的天然湖泊，主要湖泊均为人工水库电站，包括西门电厂、宸前电厂等。

### 气候
建阳属中亚热带季风气候，光热资源丰富、日照充分，年日照平均达1802小时，四季分明、冬短夏长、气候宜人，静风多、温差大，年平均气温18.1°C，雨季集中、雨量充沛，年平均降雨量1742毫米。降水主要集中在春夏之交的3-6月，每年1月为全年最寒冷的季节，平均气温7.4°C。截至1992年，全境测得极端最高气温为41.3℃（1953年8月10日和1971年7月31日，建阳站），极端最低气温为-9℃（1974年12月26日，黄坑站）。受北方蒙古高原和西伯利亚的冷空气影响，会出现霜冻现象，全年无霜期322天。建阳城区冬季极少出现降雪天气，而北部的黄坑等地则会降小雪或雨夹雪。

{
| 建陽區(平均數據1991–2020 極端數據1981–2010) | 建陽區(平均數據1991–2020 極端數據1981–2010) | 建陽區(平均數據1991–2020 極端數據1981–2010) | 建陽區(平均數據1991–2020 極端數據1981–2010) | 建陽區(平均數據1991–2020 極端數據1981–2010) | 建陽區(平均數據1991–2020 極端數據1981–2010) | 建陽區(平均數據1991–2020 極端數據1981–2010) | 建陽區(平均數據1991–2020 極端數據1981–2010) | 建陽區(平均數據1991–2020 極端數據1981–2010) | 建陽區(平均數據1991–2020 極端數據1981–2010) | 建陽區(平均數據1991–2020 極端數據1981–2010) | 建陽區(平均數據1991–2020 極端數據1981–2010) | 建陽區(平均數據1991–2020 極端數據1981–2010) | 建陽區(平均數據1991–2020 極端數據1981–2010) |
| 月份                                        | 1月                                         | 2月                                         | 3月                                         | 4月                                         | 5月                                         | 6月                                         | 7月                                         | 8月                                         | 9月                                         | 10月                                        | 11月                                        | 12月                                        | 全年                                        |
| ------------------------------------------- | ------------------------------------------- | ------------------------------------------- | ------------------------------------------- | ------------------------------------------- | ------------------------------------------- | ------------------------------------------- | ------------------------------------------- | ------------------------------------------- | ------------------------------------------- | ------------------------------------------- | ------------------------------------------- | ------------------------------------------- | ------------------------------------------- |
| 历史最高温 °C（°F）                         | 27.7 (81.9)                                 | 31.8 (89.2)                                 | 33.1 (91.6)                                 | 34.5 (94.1)                                 | 36.3 (97.3)                                 | 36.9 (98.4)                                 | 41.1 (106.0)                                | 41.0 (105.8)                                | 38.2 (100.8)                                | 37.2 (99.0)                                 | 32.6 (90.7)                                 | 26.3 (79.3)                                 | 41.1 (106.0)                                |
| 平均高温 °C（°F）                           | 13.2 (55.8)                                 | 15.7 (60.3)                                 | 18.7 (65.7)                                 | 24.3 (75.7)                                 | 28.1 (82.6)                                 | 30.6 (87.1)                                 | 34.1 (93.4)                                 | 33.9 (93.0)                                 | 31.1 (88.0)                                 | 26.6 (79.9)                                 | 20.9 (69.6)                                 | 15.2 (59.4)                                 | 24.4 (75.9)                                 |
| 日均气温 °C（°F）                           | 8.0 (46.4)                                  | 10.3 (50.5)                                 | 13.4 (56.1)                                 | 18.6 (65.5)                                 | 22.6 (72.7)                                 | 25.6 (78.1)                                 | 28.2 (82.8)                                 | 27.8 (82.0)                                 | 25.1 (77.2)                                 | 20.3 (68.5)                                 | 14.8 (58.6)                                 | 9.3 (48.7)                                  | 18.7 (65.6)                                 |
| 平均低温 °C（°F）                           | 4.8 (40.6)                                  | 6.8 (44.2)                                  | 10.0 (50.0)                                 | 14.8 (58.6)                                 | 19.0 (66.2)                                 | 22.2 (72.0)                                 | 24.0 (75.2)                                 | 23.8 (74.8)                                 | 21.2 (70.2)                                 | 16.1 (61.0)                                 | 11.0 (51.8)                                 | 5.8 (42.4)                                  | 15.0 (58.9)                                 |
| 历史最低温 °C（°F）                         | −5.7 (21.7)                                 | −4.4 (24.1)                                 | −3.8 (25.2)                                 | 3.3 (37.9)                                  | 9.2 (48.6)                                  | 13.6 (56.5)                                 | 19.2 (66.6)                                 | 17.8 (64.0)                                 | 12.7 (54.9)                                 | 3.5 (38.3)                                  | −1.3 (29.7)                                 | −8.0 (17.6)                                 | −8.0 (17.6)                                 |
| 平均降水量 mm（）                           | 80.8 (3.18)                                 | 105.4 (4.15)                                | 225.1 (8.86)                                | 203.5 (8.01)                                | 257.7 (10.15)                               | 332.2 (13.08)                               | 137.9 (5.43)                                | 122.4 (4.82)                                | 80.6 (3.17)                                 | 54.1 (2.13)                                 | 74.0 (2.91)                                 | 63.2 (2.49)                                 | 1,736.9 (68.38)                             |
| 平均降水天数（≥ 0.1 mm）                    | 13.0                                        | 13.9                                        | 18.7                                        | 17.4                                        | 18.0                                        | 18.6                                        | 12.5                                        | 13.0                                        | 9.6                                         | 7.2                                         | 9.3                                         | 10                                          | 161.2                                       |
| 平均相對濕度（％）                          | 84                                          | 83                                          | 84                                          | 82                                          | 82                                          | 84                                          | 78                                          | 79                                          | 78                                          | 78                                          | 83                                          | 83                                          | 82                                          |
| 月均日照時數                                | 84.1                                        | 84.1                                        | 85.7                                        | 110.5                                       | 127.1                                       | 126.6                                       | 223.2                                       | 205.5                                       | 177.2                                       | 166.0                                       | 119.9                                       | 111.7                                       | 1,621.6                                     |
| 可照百分比                                  | 26                                          | 26                                          | 23                                          | 29                                          | 30                                          | 31                                          | 53                                          | 51                                          | 48                                          | 47                                          | 37                                          | 35                                          | 36                                          |
| 来源：China Meteorological Administration   |                                             |                                             |                                             |                                             |                                             |                                             |                                             |                                             |                                             |                                             |                                             |                                             |                                             |

### 自然资源和环境保护
矿产资源方面，辖区已探明储量的有石墨矿1100万吨，萤石矿317万吨，银铅锌矿35万吨，硫铁矿90万吨，蛇纹岩3102万吨。还有砂金、钨、透辉石、花岗岩、高岭土等共有35种矿藏。森林资源方面，规模居福建省第四位，为全国南方重点林区之一，空气清新，污染较小。森林面积18万公顷，森林覆盖率75.1%，木材蓄积量1250万立方米，毛竹6312.99万根。

## 政治

### 政权结构
建阳区是中华人民共和国的一个县级行政区。在法定的人民代表大会制度下，建阳区人民代表大会为地方国家权力机关，与中国共产党南平市建阳区委员会、南平市建阳区人民政府、中国人民政治协商会议南平市建阳区委员会并称“四套班子”。但实际上，中共建阳区委常委会对全区各部门有实际上的领导权，区委书记和区长享有更高的地位，而市人大常委会主任与市政协主席则拥有较小权力。同时，建阳区还设有作为司法机关的南平市建阳区人民法院和南平市建阳区人民检察院。
同时，位于云谷的南平市武夷新区管理委员会亦为正处级，并由南平市的一位副市长兼任新区党工委书记，故武夷新区实质上并不在建阳区政府管辖范围内。

## 行政区划
建阳区下辖5个街道办事处、8个镇、3个乡：
潭城街道、童游街道、宝山街道、崇阳街道、崇泰街道、将口镇、徐市镇、莒口镇、麻沙镇、黄坑镇、水吉镇、漳墩镇、小湖镇、崇雒乡、书坊乡和回龙乡。

## 交通
建阳地处闽北交通中心，双溪汇合处。“舳胪之相衔，轮蹄之接踵，趋闽浙而走交广”，南北通行便利，自古为北方入闽第一站，有“闽北走廊”之称。

### 市内公共交通
建阳1974年始设建阳县公共汽车公司。截至目前，全区公交线路18条，公交车过百辆，其中包括行驶在市区和武夷新区的15条普通线路、2条快速公交线路和1条公交环线。
区内客运交通已经形成了以建阳汽车站为中心的，覆盖每一个乡镇和大多数行政村的完善网络。
正在兴建的城市轨道交通是又一重要的市内交通交通工具，连接建阳城区和武夷新区。包括1条在建轻轨线路和1条规划轻轨线路。轻轨1号线（武夷山东站（现在叫“南平市站”）至武夷山景区线）于2022年1月1日正式开始运营。
建阳区的货运汽车业务始于1959年，出租汽车业务则始于1990年代初。目前全区共有运营出租汽车为153辆，出租车临时停靠店也随着路网完善陆续设立。建阳区亦于2009年开始、2013年1月底完成“面的”更新“轿的”任务。
此外，在公路和铁路建设前，水路也曾为重要的交通方式。古代除官道外，建溪水路亦成为去往外界的重要选择。
在水东和水西大桥建设完成前，轮渡交通用以连接建溪两岸，但随着公路交通的完善，轮渡对于市内客运的重要性已大不如前。1988年建阳尚余渡口37个，现仅剩将口镇的固县渡仍维持运转。
为整合武夷山景区周边县市区的城际客运交通，于2016年4月发行的大武夷龙行卡是市民出行的新兴结算方式，属可储值接触式IC卡，可用于南平市及建阳区内公交和轨道交通费用。

### 航空
建阳区目前没有开通机场，市区距离武夷山机场仅40余公里，可通过公共交通相连接。但武夷山国际机场迁建新场址已确定为建阳区麻沙镇樵溪场址。新机场规划到2025年实现年旅客吞吐量250万人次，货邮吞吐量4350吨，以运行C类和D类飞机为主，航站楼近期建筑面积53000平方米，飞行区按一条跑道布置。但是如今并未建成启用。

### 公路

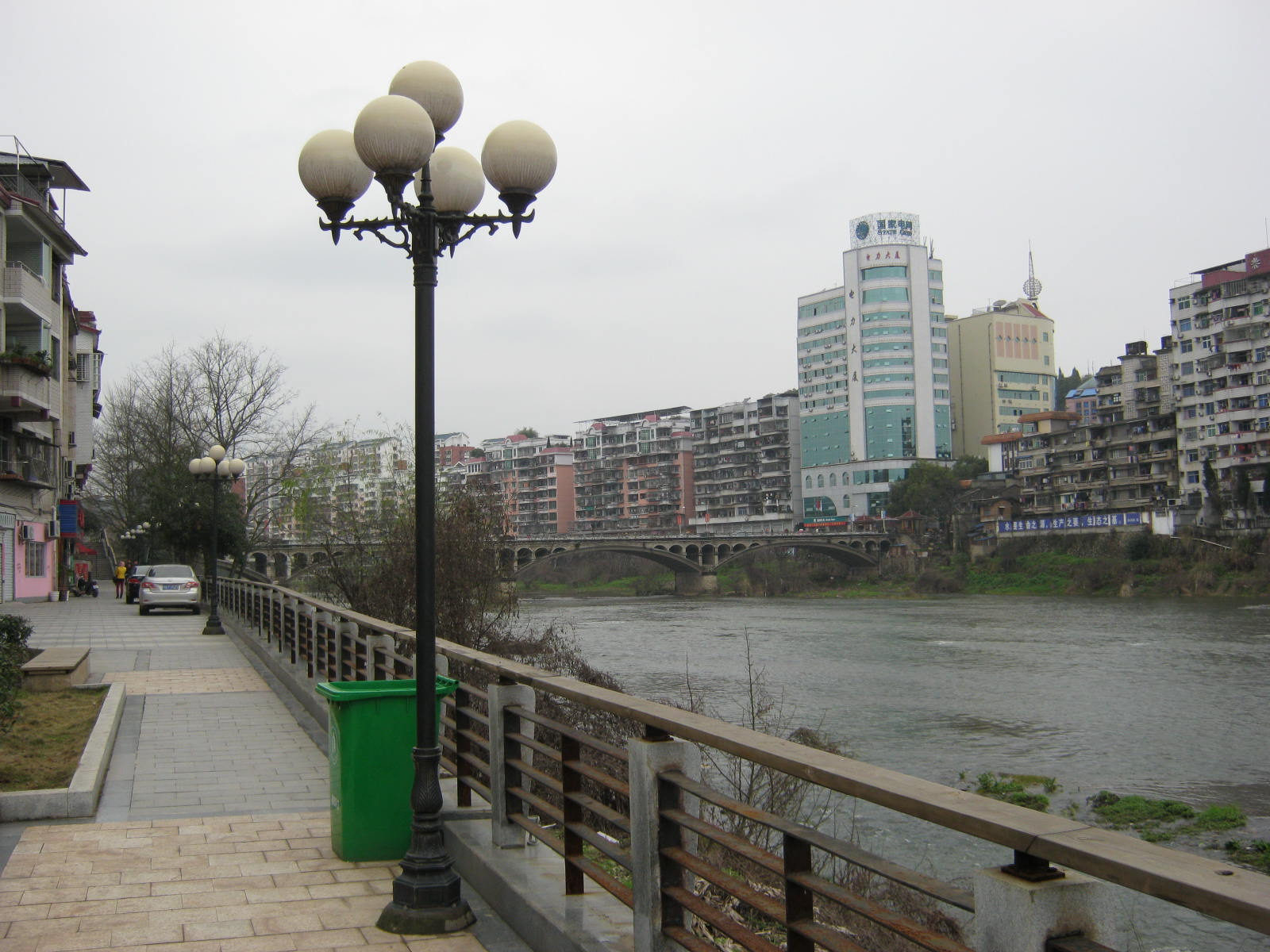
水西大桥

城区主要道路主要为南北向的民主路—朱熹大道一线和南武战备路一线、东西向的人民西路—宋慈大道组成的城区主体框架，并由此形成“主动对接武夷新区建设，北接西扩”的市政建设方针。另外还曾论证以人行天桥的方式来缓解市中心交通的拥堵。近年来，建阳区进行了多项道路拓宽改造工程，陆续将民主北路、民主南路、人民路、朱熹大道等道路拓宽，缓解了部分交通压力。当局未来还将建设武夷新区绕城高速公路，从而缓解预计的武夷新区市中心拥堵情况。
建阳区属于山地丘陵地形，因此建设公路交通必须进行大量土地平整工作以及隧道、桥梁的修筑。建阳区的首条公路是民国33年（1934年）修筑的建邵光公路。中共建政后则进一步修建和整修建崇、建邵光、浦延、深瓯、水杉路。1950年，在北宋朝天桥旧址建成首座公路桥——水南大桥。目前，全区百米以上桥梁已达数十座。
同时，全区通过三条国家高速公路（包括 京台高速、 武夷新区绕城高速和 宁上高速）、一条省级高速公路（即武邵高速公路）、2条国道（即 205国道、 237国道）和3条省道（即 303省道、 205省道等）连接邻近城市。

### 铁路
国铁在建阳区全境设置二等站和三等站各一个，四等站两个，分别为武夷山东站（现为南平市站）、建阳站、将口站和徐市站。建阳最早的铁路是1997年建成的横南铁路。合福客运专线亦于2015年6月通车。

## 经济
建阳的经济在福建省处于中等水平，2015年地区生产总值为153.27亿元人民币，人均地区生产总值43221元人民币，按当年汇率约合6643美元。农业和林业占建阳产值的21.4%，工业占到50.0%，商业、服务业占到28.6%。

### 工业
建阳的现代工业起步较晚。中共建政前，全区仅1家碾米厂、2家酿酒、酱油作坊。中华人民共和国成立后，尽管曾于1958年掀起大办工业的热潮，但建阳的工业发展水平亦处于低位。
在三线建设，建阳工业曾创造过辉煌，形成门类较为齐全的工业体系。但终因地处山区和各种客观因素而衰弱，目前全区工业仍以林产工业、食品工业、机械电子工业、化工建材工业、电力、矿产开发业、轻纺工业为主，其中以武夷味精为代表的食品工业比较发达。2011年，全市共有规模以上工业企业137家。

### 农业、林业和茶业
建阳区素有“闽北粮仓”、“茶果基地”、“林海竹乡”之称。远在4000年以前的新石器时代，就有先民在此劳动繁衍。其中更是于南宋景定年在唐石里产嘉禾一本15穗，因而诏改建阳为嘉禾县。建阳的农业生产多以粮食、水果和林木为主。
种植业是建阳主要农业部分，其主体作物是水稻、小麦、地瓜。亦是全国商品粮基地，外调粮总量和人均售粮均列全福建省之冠。进入21世纪，建阳逐渐形成以桔柚、葡萄为代表的观光农业、生态农业等多种新型农业经济模式。其他名优特产有莲子、香菇、栗、竹笋；经济作物则以花生、甘蔗、大豆、蔬菜为主，种类繁多，农产品丰富。截至2014年，全区耕地总面积3.39万公顷，农作物播种面积达5.72万公顷，农业人口占全区总人口的75%。
建阳区山地广阔，森林资源丰富，林业发展有着千年历史。北宋就有书坊乡印刷业者砍伐竹子造纸的记载。2014年，全区林业用地达27.46万公顷，占总用地面积的81.12%。以杉木、马尾松、樟树和楠木为主。
建阳区产茶历史长达一千余年，以南宋和清朝中期最为鼎盛，以红茶、绿茶、白茶、乌龙茶闻名。水仙茶树的原产和水仙白的首制均在建阳。1982年产茶量达1652.40吨，2014年更达4302吨，成为建阳的支柱产业之一。

### 商业和金融业
建阳区作为历史上的北方入闽第一站，具有悠久的商业历史。宋元时，水吉建窑所产远销海外，宋明则以“建本”畅销全国，清代福州开阜后，则以茶叶为主要贸易品。抗战时期，建阳商业更是由于人员密集得到年巨大发展。然而民国后期，物价飞涨，商品奇缺，商业日趋衰弱。建国初期，由于计划经济和公私合营的实行。建阳区商业进入一个以国营商店为主新时期。居民日常生活所需都依赖票证进行购买，1979年全县商业网店合计458个。改革开放以来，建阳市区形成了以人民路为中心的小型商业区，提供的商品主要是生活必需品。近年来，亦有多家大型超市开始布局建阳。
中华民国大陆时期，建阳是闽北的金融中心。福建省银行在潭设分理处，国民政府亦设置建阳邮政储金汇业局。中共建政后，军管会接管了国民政府遗留产业，形成国营金融业垄断的局面。截至2015年，建阳区境内共有九家商业银行开设的支行。其中包括工行、农行等多家国营商业银行。与此同时，建阳亦有本地村镇银行瑞狮村镇银行。

### 市政建设
1949年以后的几十年中，建阳市政建设以新建住房、安装电水管网、设置路灯等基本服务。自本世纪起，建阳开始大规模市政建设，广泛推行棚户区改造工程和道路拓宽改造工程。市区违章建筑“遍地开花”的情况亦得到有效遏制。2010年起，借由南平市建设“武夷新区”的造城运动
和建阳区提出的西区生态城建设为契机，建阳区的城市景观、道路
、居民住宅等方面均得到了跨越式发展，城市面积成倍增长，城市道路和城市总体格局亦发生重大转变。原本处于城郊的将口镇在大规模拆迁之后一跃成为核心建成区。但亦留下了房地产过剩、重复建设等问题。

## 文化

### 印刷业

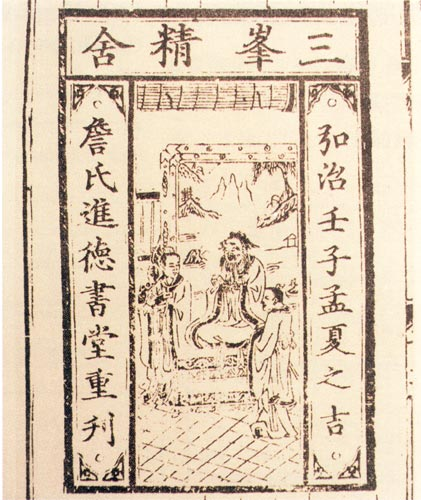
明代建阳进德堂刻印的《玉篇》

宋代以来，建阳一直是重要的印刷集中地。 历史上，由于造纸业、制墨业的发达，为印刷业提供了充足的纸张。唐宋以来理学在建阳的发展，也为印刷业扩张提供了契机。明代是建阳印刷业的黄金时期，有堂号姓名可考者约四十八家，主要是余氏、刘氏、叶氏、熊氏等。这一时期，建阳以刻印小说、故事，百科大全等民间读物为主。书坊主人时常自编自刻，由话本演变成为小说后，又经增补缀编为演义之类的书籍，这在另一方面也促进了建阳文学的发展。到了明代后期，由于其他地区印刷业的发展，使这里的书籍销量大减，使建阳印刷业有所没落。

### 文学
唐代以后大量文人的南下使得建阳文学初兴。南宋时期，伴随着理学的兴起，朱熹、游酢等理学名家在建阳著有了许多作品，《四书集注》等理学经典亦是首先在建阳刻印发行。朱熹在建阳讲学，使建阳很快成为当时理学的重要基地，聚集了朱熹、蔡元定、刘爚、黄干、游九言、叶味道为首的考亭学派重要人物，并产生了《云谷记》《游百丈山记》等以建阳县域为背景的著名作品。
同时，宋慈所撰的《洗冤集录》，为世界现存最早最系统的法医学著作，为建阳文化史增添光彩，更使建阳有“海滨邹鲁”的美誉。

### 语言
建阳话是闽北语的一种方言，是闽北语的建阳音。建阳话与閩東語、閩南語虽然都是閩語的分支，但差异极大，不经过专门学习，彼此根本无法通话。建阳话与現代標準漢語相比，有些字词发音类似，但更多的字词发音差异极大，两者无法互通理解。目前主要应用于农村地区。

### 饮食和特产
建阳本地菜受到江西菜和闽菜的影响较大，水吉扁肉、麻沙豆腐干、红薯发糕、蔡家肉饼、青团等均为知名的菜肴。此外，锥栗、笋干、漳敦白茶、建莲、红菇则是建阳物产的知名代表，建阳更是有“中国锥栗之乡”之美誉。

### 公共传媒

#### 广播、电视与网络
20世纪50年代初期，建阳开始发展广播事业。1951年7月，成立县人民广播收音站，1985年3月14日，成立县有线广播电台，从1989年10月起，设调频广播。但目前，建阳区有线广播电台已经停止放送广播节目。
建阳的电视事业随着20世纪70年代中期随着中国地方广播电视网的铺开而出现。1976年1月，建阳地区广播事业工作站开始转播福建电视台节目。1985年3月，成立建阳县电视台。目前，建阳电视台设有两个有线电视频道，在区内有一定影响力，主要节目有《建阳新闻》《每周要闻》。
建阳区现有多家通讯运营商，包括中国电信、中国移动、中国联通和南平广电网络等，为市区内大多数地区居民提供移动及固定电话、互联网接入等通信服务。设有地区性新闻网站“建阳新闻网”和“建阳宣传网”，归中共建阳区委宣传部管理。

#### 报纸
建阳现代化报业自苏区建立以后便开始发展。1920年，中共闽北分区委党报《红旗周报》、《党的建设》、《工农报》创刊，成为建阳最早的报纸。1934年，《潭报》创刊，成为建阳首份民营报纸。抗战时期，更是涌现出《大潭报》《东南日报》《民力周报》《前线日报》《吉先报》《吉声报》等报纸。这一时期，暨南大学从上海迁驻建阳，促使本地文化出现短暂的繁荣局面，建阳县政府官方报《大潭报》更是成为暨南大学学生宣传抗日救亡精神的最大舆论阵地。
1949年中共建政以后，建阳地委和县政府亦发行了《闽北人民报》《考亭文苑》等报刊。目前，《建阳报》是建阳区委的官方报。

## 人文社会

### 人口和族群成分
根据2015年末的统计，全区内共有30.8万名常住人口，户籍总人口35.46万人。而根据更早前的1988年统计，区内少数民族人数仅约五千余人，数量甚微。1990年第四次全国人口普查，建阳区内各少数民族人口为3134人，占总人口的0.67%。
在人口结构方面，建阳正面临严重的城市空心化问题。户籍人口数量大于常住人口数，表明人口出现外流现象。截至2015年末，本区人口自然增长率8.14‰。
根据第七次全国人口普查数据，截至2020年11月1日零时，建阳区常住人口为340843人。
建阳在新石器时期就有人聚居，被称为闽人，之后长江中下游的越人南迁进入建阳，与闽人杂居相处，形成闽越人。秦汉时期，闽越王叛乱引发战争，有部分闽越人北迁避乱。汉武帝平定叛乱后，大量的汉族人南迁入闽，在建阳定居，闽越人也逐步被汉化，形成了今日建阳地区以汉族人为主体的人口结构。至明代，建阳的总人口已达6万余人。古代有史料记录的人口最多的时期是清朝道光年间，人口超过12万。
抗战爆发后，随着第三战区的迁入，客居人口骤增。民国30年，人口增至209316人。抗日战争结束后，65%的客居人口陆续迁返，人口数逐年下降，至民国35年仅余160696人。
中华人民共和国成立后至1970年代末，建阳的人口迎来了两次高速增长，但到1980年代初，由于受计划生育政策的影响，增长速度放缓。
姓氏方面，1988年，全市万人以上的大姓排名为毛、范、吕、章、祝。

### 教育
宋代建阳教育发展迅速。南宋嘉定年间，童游文庙就已设立县学。在这一期间，朱熹提出理学思想，在建阳等地讲学，并设立了寒泉精舍、考亭书院等书院，建阳亦自此被称为“南闽阙里”“七贤过化之乡”，除县学之外，有书院17座。元期间建阳教育等方面凋敝衰落，但仍设立县学。明建阳教育等方面开始复苏，办有县学、书院、社学、义学和私塾，但县学师资力量薄弱。清康熙五十五年（1716年），县城设景贤书院。但这一时期教育虽然繁盛，但仅限于上流社会，寒门出贵子情况较为少见。
清末以来，建阳现代教育开始起步。光绪三十二年（1906年），景贤书院改制为建阳第一高等小学堂（今实验小学）。民国24年，国民教育制度开始在建阳颁行。民国28年建阳师范从建瓯迁潭，民国30年和35年，先后创办县立建阳初级中学与私立匡庐中学。至抗战爆发前，建阳已有中小学20余所。淞沪会战爆发后，国立暨南大学随第二战区迁到建阳。
中共建政后，全市各学校均被当局接管，教师队伍亦遭整顿。尽管在建国初期有所发展，但仍在文化大革命期间遭受重大破坏。目前，本区适龄中小幼学生的净入学率接近100%，高中在校人数超过五千人。全区有两所省二级达标高中（福建省建阳第一中学、南平市建阳第二中学）、独立初中10所、九年一贯制民办中学1所、完全中学4所、完全小学28所。
目前建阳区拥有5所中专学校，包括南平市农业学校、闽北卫生学校、武夷旅游商贸学校、南平市教师进修学校、建阳农业工程学校。

### 公共博览
建阳区博物馆成立于1989年7月，现有3000多件馆藏文物。除建阳博物馆外，还有建阳文化馆、建阳美术馆、建阳市城市规划展示馆等专业公共博览馆，武夷新区亦在建南平市城市展示馆。
南宋乾道年间，朱熹在建阳崇化里建同文书院，成为建阳县私人藏书的开端。随后更是在嘉靖十四年(1535年)设置了首座公共藏书设施。中华民国建立后，公立建阳县图书馆于1929年试行开放，县立建阳中学也设置了图书馆。目前全区最大的公共图书馆为1979年建立的建阳区图书馆，总藏书14余万册。

### 丧葬
建阳传统治丧礼俗较为繁杂。中华人民共和国成立后，治丧礼俗逐步简化。70年代，南平市开始推广火葬。目前，火葬已较为普及。建阳区殡仪馆是全区最大的殡葬服务机构，全区亦有多处骨灰安葬场所。

### 宗教
目前在建阳区开展活动的宗教主要有佛教、道教、天主教和基督教新教。这些宗教均在文革中小规模转入地下，后逐渐恢复。目前，以佛教、道教信徒为最多。
本地区的佛教和道教均可追溯至西晋和后唐，盛行于唐朝，及至清朝逐渐衰落。全区最早的一座佛寺为水陆禅寺，最大佛寺则是唐朝大中年间建成的开福寺。
天主教和基督教新教则为近代由传教士传入。清光绪十六年，英籍传教士鹿峥嵘开始在建阳传教。中共建政后，由于与罗马教廷的联络中断，当局更是成立了建阳县基督教自治、自养、自传革新委员会以保持存续。改革开放以来，基督教新教和天主教状况得到改善，城关天主教堂于2014年投入使用。

### 城市标识和命名事物
建阳区正进行区树、区花的评选活动。区树的候选品种有香樟、深山含笑、枫香、乳源木莲、大叶女贞、石楠、冬青、楠木、竹柏、木荷等10种树种。区花的候选品种有桂花、杜鹃、紫薇、福建山樱花、木槿、小叶赤楠、茉莉、珍珠凉伞、茶梅、木芙蓉等10种花种。
以建阳命名的事物最为著名的莫过于中华民国海军于1970年代从美国接收的阳字号激灵级导弹驱逐舰之一建阳号导弹驱逐舰。

## 旅游
建阳在古代遗留了传统建筑。全区有鲤鱼山多宝塔、白塔山、庵山、潭山公园、 西山摩崖石刻、书林门积墨池、唐代龙窟、 游酢祠堂、 考亭书院遗址、 书坊麻沙雕版印刷遗址、水吉将口古窑兔釉等多处自然人文景观。
建阳的建窑遗址和朱熹墓2处属全国重点文物保护单位，将口窑址和宋慈墓属省级重点文物保护单位。
当局亦推动了城市夜景工程，沿崇阳溪和麻阳溪布置了五光十色的绚丽城市夜景。